# 小形満
小形 満（おがた みつる、1961年3月24日 - ）は、日本の男性声優。マウスプロモーション所属。青森県出身。

## 来歴
芝居を始めるきっかけは学習院大学在学中に年に一度シェイクスピア作品を上演しているサークルのシェイクスピア劇研究会に所属したからである。
大学卒業後はアルバイトをしている中、タレント、俳優と知り合って色々話す機会もあり、職業としての声優に興味を持つ。
声だけでキャラクター、色々な事を表現する事の難しさと面白さに魅力を感じ、「この仕事をやってみたい」という気持ちになったという。
1987年に東京アナウンスアカデミーを卒業し、江崎プロダクション付属養成所入所。1989年から江崎プロダクションに所属。
2011年、同事務所所属の楠見尚己、ふくまつ進紗、てらそままさき、沢海陽子らと芝居ユニット・新宿625を立ち上げた。

## 人物
方言は津軽弁。
細くシャープな声質で動物から老人、脇役で元気なおじさんまでマルチな役を演じる。
『サウス・パーク』ではメインキャラクターのケニー役の他に乃村健次と共に大半の男性モブキャラクターを演じている。そのため「色々な役をやってるんで、いい加減に作ると似ちゃうんで、なるべく差をつけるようにしています」と語っている。
『くまのプーさん』では小宮山清の降板後からピグレット役の専属声優（ブエナ・ビスタ版）となっている。また、2017年から伊井篤史の後を継いでスクルージ役の専属声優になった。
趣味・特技はボーリング、ゴルフ。

## 出演
太字はメインキャラクター。

### テレビアニメ
1989年
- 機動警察パトレイバー
- 昆虫物語みなしごハッチ（トンボA 他）
- ジャングル大帝（新）
- ミラクルジャイアンツ童夢くん（中畑清）
- らんま1/2 熱闘編（村人、先生2）

1990年
- 昆虫物語 みなしごハッチ（トンボの夫、トンボA、カマキリ、クマバチ(3)）
- 楽しいムーミン一家（1990年 - 1991年、住人B 他）
- 三つ目がとおる（お客さん）
- ルパン三世 ヘミングウェイ・ペーパーの謎

1991年
- 機甲警察メタルジャック（警視庁幹部）
- ルパン三世 ナポレオンの辞書を奪え（日本代表）

1992年
- サラダ十勇士トマトマン（ダンシャク）
- クッキングパパ（1992年 - 1994年、さなえの父、みつぐの父 他）
- ルパン三世 ロシアより愛をこめて

1994年
- ジャングルの王者ターちゃん♡（大臣、ロジャー、メタルキッド）
- 魔法陣グルグル（タテジワネズミ、ラギラ、トクラ、クロコ、神官 他）

1995年
- あずきちゃん（野山剛造）
- ストリートファイターII V（執事）
- バーチャファイター（エディ、男）

1996年
- きこちゃんすまいる（小虎）
- こちら葛飾区亀有公園前派出所（佐藤）
- 逮捕しちゃうぞ（教官A）
- 天空のエスカフローネ（側近）
- バケツでごはん（十兵衛、シマ）

1997年
- VIRUS -VIRUS BUSTER SERGE-（男B）
- CLAMP学園探偵団（黒服C、警備員）
- YAT安心!宇宙旅行（兵士）

1998年
- アンドロイド・アナ MAICO 2010（カッチン、カツオ）
- 剣風伝奇ベルセルク（大臣A、将軍A）
- SHADOW SKILL -影技-（老兵B）
- 太陽の子エステバン（BS版）（ルカス）
- たこやきマントマン（綿アメグルグルマン、金魚すくいヒョイヒョイマン）
- タッチ Miss Lonely Yesterday あれから君は…（監督）
- ポケットモンスター（1998年 - 2002年、執事、ガーディ、ウインディ、トレーナー、ネイティオ）
- 名探偵コナン（1998年 - 2023年、平井健一、高柳〈夫〉、スタッフ、男、小木狭一、神田用次、根津吾郎）
- ルパン三世 炎の記憶〜TOKYO CRISIS〜

1999年
- エデンズボゥイ（ワグナー、ガスチーニ）
- ごぞんじ!月光仮面くん（1999年 - 2000年、ナオトの父、小百合の執事、五目天爺さん）

2000年
- 妖しのセレス（雄飛の父 他）
- 学校の怪談（バスの運転手）
- コレクター・ユイ（執事、編集者、TVアナウンサー、医師）
- サクラ大戦TV（警報アナウンス）
- 陽だまりの樹（四谷平左衛門、多紀元迫、大槻俊斎、山形小兵衛、ヘンリー・ヒュースケン）
- マイアミ☆ガンズ（天野クラレンス署長、マスター、レンジ）

2001年
- カスミン（屋台のおじさん）
- グラップラー刃牙（イアン・マクレガー、劉海王、ロジャー・ハーロン 他）
- 超GALS!寿蘭（刑事）
- はじめの一歩（2001年 - 2009年、仲代ジム会長） - 2シリーズ
- 破邪巨星Gダンガイオー（バラス）
- フィギュア17 つばさ&ヒカル（記者）
- 魔法戦士リウイ（ワイルダー、長老B）
- ルパン三世 アルカトラズコネクション
- AIBOアニメーション ピロッポ（ハカセ、グリ）

2002年
- 藍より青し（タイヤキ屋）
- 王ドロボウJING（ドクトル）
- 巨人の星【特別篇】 猛虎 花形満（レポーター）
- サイボーグ009 THE CYBORG SOLDIER（ヤン）
- 十二国記（春官長、亦信）
- パタパタ飛行船の冒険（スカイ、マイケル、アリ）
- ぷちぷり*ユーシィ（守護ロボット）
- ポケットモンスター サイドストーリー（ポケモン監察官）
- 魔王ダンテ（サマエル）

2003年
- アストロボーイ・鉄腕アトム（ジョー、如月博士）
- 宇宙のステルヴィア（ミゲル・デルトロ）
- L/R -Licensed by Royal-（ニックノック〈男B〉、サイモン、ダイス構成員、ディレクター、ラジオの声 他）
- GAD GUARD（ドン・ピルロ）
- ガンパレード・マーチ 〜新たなる行軍歌〜（ディレクター）
- 君が望む永遠（伊藤善之）
- シンデレラボーイ（ラオ）
- SPACE PIRATE CAPTAIN HERLOCK（タケマツ、所長）
- 人間交差点（管理人）

2004年
- アガサ・クリスティーの名探偵ポワロとマープル（アンマン・デュボン、オマーフィー、キンブル、ベーコン警部 他）
- かいけつゾロリ（爺や）
- KURAU Phantom Memory（天箕創）
- 攻殻機動隊 S.A.C. 2nd GIG（ワタナベ、試験生）
- 蒼穹のファフナー（パイロット）
- それいけ!ズッコケ三人組（ジャック有村）
- B-伝説! バトルビーダマン（執事アンペア）
- ビューティフル ジョー（チャールズIII世）
- ポケットモンスター アドバンスジェネレーション（タムラマロ）
- 無人惑星サヴァイヴ（メノリの父）
- 妄想代理人
- MONSTER（赤ん坊の部下A）
- 焼きたて!!ジャぱん（警官）

2005年
- IGPX（スポンサーA、ドクター）
- エンジェル・ハート（医師）
- ガラスの仮面（「天の輝き」監督）
- ギャラリーフェイク（店主、モレッティ）
- CLUSTER EDGE（村人）
- 戦国英雄伝説 新釈 眞田十勇士 The Animation（吉川蔵人頭広家）
- スターシップ・オペレーターズ（コナリー、ルイス・ベルモント）
- タイドライン・ブルー（KC）
- NARUTO -ナルト-（サンゴロウ）
- パタリロ西遊記!（精細鬼）
- B-伝説! バトルビーダマン 炎魂（長老）
- ブラック・ジャック（農夫）
- ぱにぽにだっしゅ!（謎の男）
- 雪の女王（店主）

2006年
- うたわれるもの（オリカカン）
- 陰からマモル!（ホタルの父）
- 彩雲国物語（宋太傅）
- 新星輝デュエル・マスターズ フラッシュ（湯布院先生、テンクロウ）
- D.Gray-man（グゾル）
- バーテンダー（神嶋部長）
- 爆球Hit! クラッシュビーダマン（キョウスケの父、外国商人）
- BLACK CAT（ラクドール）
- ぽかぽか森のラスカル（リノパパ、ふくろうじいさん）
- まじめにふまじめ かいけつゾロリ（子ブタ長男、爺や、セコリッチ）
- 無敵看板娘（コメンテーター）
- 妖怪人間ベム（影山）

2007年
- 古代王者 恐竜キング Dキッズ・アドベンチャー（村長）
- 獣神演武 -HERO TALES-（恒倫）
- しゅごキャラ!（2007年 - 2009年、星名一臣専務） - 3シリーズ
- DARKER THAN BLACK -黒の契約者-（工場長）
- DEATH NOTE（スティーブ・メイスン）
- デルトラクエスト（大いなる力）
- のだめカンタービレ（谷岡肇）
- ぽてまよ（京の父）
- 魔人探偵脳噛ネウロ（堀口雄三）
- REIDEEN（博士）
- 湾岸ミッドナイト（マスター）

2008年
- アリソンとリリア（ベトナー車掌）
- カオス;ヘッド -CHAOS;HEAD-（倉持雄大）
- 鉄のラインバレル（国連幹部）
- ゲゲゲの鬼太郎（第5作）（小豆はかり）
- ゴルゴ13（フランク、マリオ）
- TYTANIA -タイタニア-（オブノール）
- 二十面相の娘（チャン）
- はっけん たいけん だいすき! しまじろう（2008年 - 2025年、ひつじい） - 3シリーズ
- 破天荒遊戯（ファビエン・ローズ）

2009年
- 青い花（万城目章夫）
- 銀魂（床屋の親父）
- グイン・サーガ（アルドロス三世）
- ご姉弟物語（孝造、松吉）
- ティアーズ・トゥ・ティアラ（ナレーション、ミルディン）
- ポケットモンスター ダイヤモンド&パール（ガーちゃん、執事）

2010年
- おとめ妖怪 ざくろ（中将）
- クレヨンしんちゃん（2010年 - 2020年、医者、審査委員長、歯尾貫造、主人、魔王 他）
- COBRA THE ANIMATION（ジム）
- 忍たま乱太郎（2010年 - 2024年、安藤先生〈2代目〉 他）
- スティッチ! 〜ずっと最高のトモダチ〜（学校職員）
- 鋼の錬金術師 FULLMETAL ALCHEMIST（ミック、フランク）
- MAJOR 6th season（ラリー・ランス、清水の父）
- RAINBOW-二舎六房の七人-（不動産屋）

2011年
- あの日見た花の名前を僕達はまだ知らない。（宿海篤）
- UN-GO（神田政彦）
- STEINS;GATE（2011年 - 2018年、中鉢博士） - 2シリーズ
- TIGER & BUNNY（リチャード）
- 花咲くいろは（立花父）

2012年
- エウレカセブンAO（役人）
- えびてん 公立海老栖川高校天悶部（男）
- 黒魔女さんが通る!!（根本教頭先生）
- しろくまカフェ（不動産屋）
- TARI TARI（花谷秋夫）
- ちはやふる（2012年 - 2020年、吉岡先生〈吉岡弘和〉） - 3シリーズ
- ドラえもん（テレビ朝日版第2期）（2012年 - 2022年、イッコク、貧乏神ロボ、主人 他）
- ハイスクールD×D（2012年 - 2015年、一誠の父〈兵藤五郎〉） - 3シリーズ
- もやしもん リターンズ（マリー〈父〉）

2013年
- COPPELION（鴎外官房長官）
- LINE TOWN（キノコさん）
- リトルバスターズ!（イワン、教師） - 2シリーズ

2014年
- 神々の悪戯（校長）
- 白銀の意思 アルジェヴォルン（エラルド・クァジモド）
- 少年ハリウッド -HOLLY STAGE FOR 49-（館林恭一）
- ソードアート・オンラインII（国語教師）
- そにアニ -SUPER SONICO THE ANIMATION-（アヤカのパパ）
- 東京ESP（男性アナウンサー、おじいちゃん、不良A、隊長、犯人）
- RAIL WARS!（運転手）

2015年
- アルスラーン戦記（フスラブ）
- うしおととら（老人）
- 俺物語!!（金田先生）
- Classroom☆Crisis（教師）
- サザエさん（サブローの父）
- ハイキュー!! セカンドシーズン（大野屋）
- ポケットモンスター XY（ヨルトン）
- ルパン三世 PART IV（グイド・シーザレオ）

2016年
- アイカツスターズ!（2016年 - 2018年、岡本二郎） - 2シリーズ
- アクティヴレイド -機動強襲室第八係-（小林）
- 機動戦士ガンダム 鉄血のオルフェンズ（ナボナ・ミンゴ）
- クラシカロイド（コロレド大司教）
- 甲鉄城のカバネリ（荘衛）
- 食戟のソーマ シリーズ（2016年 - 2020年、大泉柿之進、審査員B） - 4シリーズ
- ナースウィッチ小麦ちゃんR（道尾かける）
- ふらいんぐうぃっち（倉本啓治）
- マクロスΔ（ベルガー・ストーン〈2代目〉）
- モンスターハンター ストーリーズ RIDE ON（コメタ・トト）

2017年
- 鬼平（乙畑の源八）
- ゼロから始める魔法の書（審査官）
- 夏目友人帳 陸（担任教師）
- クロックワーク・プラネット（総理大臣）
- 将国のアルタイル（カミーノ兵A）
- このはな綺譚（老狐 夫、和尚）
- キノの旅 -the Beautiful World- the Animated Series（公務員）
- 十二大戦（アバター水色）
- Just Because!（美緒の父）

2018年
- 刀使ノ巫女（古波蔵公威）
- レイトン ミステリー探偵社 〜カトリーのナゾトキファイル〜（ビゾント）
- 魔法少女サイト（山井執事）
- LOST SONG（ドクター・ヴァイゼン）
- BEATLESS（原中将）
- ISLAND（枢都守継）
- BANANA FISH（アントニオ・ジェンキンズ、ザハレフ男爵）
- グラゼニ（球団部長）

2019年
- スター☆トゥインクルプリキュア（2019年 - 2020年、星奈春吉）
- 新幹線変形ロボ シンカリオン（倉敷イズモ）
- Fairy gone フェアリーゴーン（ブルーノ・ボーメ） - 2シリーズ
- ぼくたちは勉強ができない（あすみの父〈小美浪宗二朗〉）
- ジョジョの奇妙な冒険 黄金の風（父親）
- 女子高生の無駄づかい（美容師）
- フルーツバスケット（藉真の祖父）
- バビロン（三戸荷勉）
- アイカツオンパレード!（岡本二郎）

2020年
- うちタマ?! 〜うちのタマ知りませんか?〜（獣医の先生）
- ドロヘドロ（ホール平和病院の先生）
- イエスタデイをうたって（浪の父）
- ハクション大魔王2020（和尚）
- GO!GO!アトム
- ドラゴンクエスト ダイの大冒険 (2020)（長老）
- アクダマドライブ（ハカセ）

2021年
- ゆるキャン△ SEASON2（うなぎ屋店主）
- 2.43 清陰高校男子バレー部（一乗谷監督）
- 進撃の巨人（掃除夫）
- 戦闘員、派遣します!（参謀）
- ドラゴン、家を買う。（バグベア）
- Fairy蘭丸〜あなたの心お助けします〜（樹果父）
- もっと!まじめにふまじめ かいけつゾロリ（カシコマーリ）
- ぼくたちのリメイク（教授）
- takt op.Destiny（雑貨店店主）
- 鬼滅の刃 遊郭編

2022年
- ハコヅメ〜交番女子の逆襲〜（川合の父）
- 天才王子の赤字国家再生術（クラディオス）
- ヴァニタスの手記（マルコ）
- ふしぎ駄菓子屋 銭天堂（佐伯順平）
- 後宮の烏（封一行）

2023年
- スパイ教室（C） - 2シリーズ
- 人間不信の冒険者たちが世界を救うようです（ジョセフ）
- 贄姫と獣の王（町医者）
- るろうに剣心 -明治剣客浪漫譚- (2023)（山県有朋）
- ライザのアトリエ 〜常闇の女王と秘密の隠れ家〜（パット）

2024年
- ポケットモンスター（学者）
- 異世界失格（村長）
- 魔法使いになれなかった女の子の話（校長）
- 妻、小学生になる。（校長）
- オーイ!とんぼ（職員）

2025年
- SAKAMOTO DAYS（会長）
- 勘違いの工房主〜英雄パーティの元雑用係が、実は戦闘以外がSSSランクだったというよくある話〜（タイコーン辺境伯）

### 劇場アニメ
1990年代
- 銀河英雄伝説外伝 黄金の翼（1992年）
- ダークサイド・ブルース（1994年、暗殺者B）
- 劇場版 魔法陣グルグル（1996年、タテジワA）
- ルパン三世 DEAD OR ALIVE（1996年）
- 劇場版ポケットモンスター ミュウツーの逆襲（1998年、カイリュー）

2000年代
- ピチューとピカチュウ（2000年、カビゴン）
- サクラ大戦 活動写真（2001年、士官）
- WXIII 機動警察パトレイバー（2002年）
- 千年女優（2002年）
- 東京ゴッドファーザーズ（2003年）
- NITABOH 仁太坊-津軽三味線始祖外聞（2004年）
- ふるさと-JAPAN（2007年）
- 劇場版MAJOR メジャー 友情の一球（2008年、山崎〈北九州監督〉）

2010年代
- 劇場版 機動戦士ガンダム00 -A wakening of the Trailblazer-（2010年、副官）
- おぢいさんのランプ（2011年、ランプ屋の主人）
- マルドゥック・スクランブル 燃焼（2011年、ビジネススーツの男）
- 劇場版 あの日見た花の名前を僕達はまだ知らない。（2013年、宿海篤）
- ひるね姫 〜知らないワタシの物語〜（2017年）
- 僕のヒーローアカデミア THE MOVIE 〜2人の英雄〜（2018年、サミュエル・エイブラハム）
- 空の青さを知る人よ（2019年）

2020年代
- 映画大好きポンポさん（2021年、ペーターゼン）
- 劇場版 転生したらスライムだった件 紅蓮の絆編（2022年、モブジ）
- ふれる。（2024年、マスター）
- 劇場版 忍たま乱太郎 ドクタケ忍者隊最強の軍師（2024年、安藤夏之丞）

### OVA
- 世界名作童話全集（王子さま、にせうみがめ）

1989年
- うる星やつら 電気仕掛けの御庭番（黒メガネ）
- 堕靡泥の星

1990年
- 拳闘士（竜拳児）
- 緑山高校 甲子園編（浜口）

1991年
- DETONATORオーガン

1992年
- 創世機士ガイアース
- マグマ大使（男）

1993年
- 今日から俺は!!（1993年 - 1996年、教頭、丸顔、本間 他）
- 特捜戦車隊ドミニオン（役員）
- 難波金融伝・ミナミの帝王（ヤクザC）
- 爆炎CAMPUSガードレス
- ブラック・ジャック（村人A）

1994年
- おいら宇宙の探鉱夫（オペレーターの男性〈B〉）
- KEY THE METAL IDOL（1994年 - 1997年、スタッフA、カメラマン）
- 気分は形而上 実在OL講座（面接官）
- 銀河英雄伝説
- 七都市物語 〜北極海戦線〜

1995年
- 腐った教師の方程式（柴田の父）
- 聖羅ヴィクトリー（刑事C）
- らんま1/2 SUPER ああ呪いの破恋洞! 我が愛は永遠に

1996年
- BURN-UP W（犯人D）
- BLUE SEED2（兵士）
- マスターモスキートン（副官、隊長の声）

1997年
- サクラ大戦 桜華絢爛（帝劇の客）
- 電脳戦隊ヴギィ'ズ★エンジェル（スチュアート伯爵）
- 変（体育教師）

1998年
- ジオブリーダーズ（マービン）
- 新・男樹（松本）

2000年
- 世にも恐ろしい日本昔話（爺さん、客A、漁師）

2002年
- 殺し屋1 THE ANIMATION EPISODE 0（財務官）

2003年
- アーリーレインズ（執事）
- 羊のうた（校長）

2004年
- 低俗霊DAYDREAM（芝田）

2005年
- きらめき☆プロジェクト（2005年 - 2006年、中島晋作）

2007年
- ストレイト・ジャケット（肉屋）

2009年
- 独白するユニバーサル横メルカトル Egg Man（205号）

2012年
- みのりスクランブル!（博士〈たまきのお父さん〉）

2015年
- 機動戦士ガンダム THE ORIGIN（ドノバン・マトグロス） - 2019年に再編集作品『THE ORIGIN 前夜 赤い彗星』テレビ放送

2019年
- ぼくたちは勉強ができない（2019年 - 2020年、あすみの父〈小美浪宗二朗〉） - コミックス第14・16巻アニメBD同梱版

### Webアニメ
- いくぜっ! 源さん（2008年、店主）
- マウスどうぶつえん（2018年 - 、カメレオンのみつる）
- モンスターストライク（2019年、主人）
- OBSOLETE（2019年、ラダックスカウト 部下B、隊員A）
- iichiko story（2022年、居酒屋店主[27]）
- PLUTO（2023年、サイモン）

### ゲーム
1996年
- クラッシュ・バンディクー（ニトラス・ブリオ）

1997年
- クラッシュ・バンディクー2 コルテックスの逆襲!（ニトラス・ブリオ）
- ルパン三世 カリオストロの城 -再会-（衛士）

1999年
- トロンにコブン（ディグアウター）
- Heart of Darkness（友達）

2000年
- クラッシュ・バンディクー カーニバル（ニトラス・ブリオ、リラ・ルー）
- スパイロ×スパークス トンでもツアーズ（シェフ、ブラバー、魔道士 他）
- 立体忍者活劇 天誅 弐（蝉丸）

2002年
- ダーククロニクル（ニード、モグリ）
- ルパン三世 魔術王の遺産（警官B、店主）

2004年
- 宇宙のステルヴィア（ミゲル・デルトロ）
- ホーンテッドマンション（オルガン奏者、胸像、気弱な老人 他）

2005年
- キングダム ハーツII（ピグレット）
- クラッシュ・バンディクー がっちゃんこワールド（エヌ・ジン）
- 忍道 戒（用心棒）

2006年
- うたわれるもの 散りゆく者への子守唄（オリカカン）

2007年
- アサシン クリード（マリク・アルシャイフ）
- CRYSIS（ローゼンタール博士、兵士、エンジニア）
- ひぐらしのなく頃に祭（園崎善郎）
- ジェットインパルス（ハマン・フロスト、ニュースキャスター）

2008年
- CHAOS;HEAD（倉持雄大）
- テイルズ オブ デスティニー ディレクターズカット（シデン領主）

2009年
- アークライズファンタジア（ホゼア）
- ウィザードリィ 囚われし魂の迷宮（大臣グレゴール）
- L2 Love×Loop（キリノ・スイソ）
- 風色サーフ（セイハチ・ナカジマ）
- STEINS;GATE（ドクター中鉢）
- ラスト レムナント（パグズ）

2010年
- スプリンターセル コンヴィクション（ルーシャス・ガリアード）

2011年
- 機動戦士ガンダム オンライン（兵士D）
- Kinect: ディズニーランド・アドベンチャーズ（ピグレット）
- くまのプーさん 100エーカーの森のクッキングBOOK（ピグレット）

2012年
- デビルサマナー ソウルハッカーズ（マニトゥの声）

2013年
- 地球防衛軍4（オハラ博士）
- ジョジョの奇妙な冒険 オールスターバトル（スティーブン・スティール）
- 神撃のバハムート（モートン）
- 真・女神転生IV
- メトロ ラストライト（スタルカーのサイモン）

2014年
- Wonder Momo: Typhoon Booster（ワルデモン）

2015年
- ウィッチャー3 ワイルドハント（ヴェセミル）
- ジョジョの奇妙な冒険 アイズオブヘブン（スティーブン・スティール）
- 地球防衛軍4.1 ザ・シャドウ・オブ・ニュー・ディスペアー（オハラ博士）
- ひぐらしのなく頃に粋（園崎善郎）

2016年
- アンチャーテッド 海賊王と最後の秘宝（ジェイムソン）
- ISLAND（枢都守継）
- 真・女神転生IV FINAL
- ストリートファイターV（アザム、リングアナウンサー、シャドルーの兵士〈M〉B）
- モンスターハンター ストーリーズ（マネルガー博士）

2017年
- クラッシュ・バンディクー ブッとび3段もり!（ニトラス・ブリオ）
- ラジアントヒストリア パーフェクトクロノロジー（フェンネル）

2018年
- JUDGE EYES:死神の遺言（イシマツ）
- 世界樹の迷宮X
- ひぐらしのなく頃に奉（園崎善郎）

2019年
- キングダム ハーツIII（スクルージ・マクダック、ピグレット）
- Sdorica（ヤンボー）
- 禍つヴァールライト（ヨアン）

2020年
- ガールフレンド（仮）（悪実況男）
- キャプテン翼 RISE OF NEW CHAMPIONS（ナイジェリア監督）
- クラッシュ・バンディクー4 とんでもマルチバース（ニトラス・ブリオ）

2022年
- AI: ソムニウム ファイル ニルヴァーナ イニシアチブ(法螺鳥)
- ジョジョの奇妙な冒険 オールスターバトルR（スティーブン・スティール）
- 聖塔神記 トリニティトリガー（イオニア・シモンズ）
- ドラゴンクエストX 目覚めし五つの種族 オフライン（プーポッパン）

2023年
- インフィニティ ストラッシュ ドラゴンクエスト ダイの大冒険（長老）

2024年
- UFOロボ グレンダイザー たとえ我が命つきるとも（ブラッキー隊長、太田） - 日本語版
- メタファー：リファンタジオ（ラッセル）

2025年
- 勿ノ怪契リ（渕田茂孝）

### ドラマCD
- ARIA The ORIGINATION Drama CD II 〜月〜（アワジ）
- アルスラーン戦記【第2部】2 旌旗流転（ミスル国の兵士）※カセット
- イノセント・サイズ（狼坂）
- おとめ妖怪 ざくろ ドラマCD 活劇音盤 〜さき、共々と〜（中将）
- KEY THE METAL IDOL RADIO PROGRAM 3「憧れ」（スタッフA）
- 薬屋のひとりごと ドラマCD付き第9巻特装版（やぶ医者）
- 困った時には星に聞け!（篠宮敬史）
- ストリートファイターII外伝 〜キャミィ・闘いの序曲〜（男1、兵士2、オペレーター2、カルテルの男2）
- 創竜伝（黒服の男、乗組員）
- 魔界学園I 転校生編（烈鬼3）
- ヒプノシスマイク「Enter the Hypnosis Microphone」（火貂退紅）
- 魔法陣グルグル 〜大迷惑!熱血妖精の恩返し〜（タテジワネズミ）
- ワイルドアームズ（ガーディアン ルカーディア）

### 吹き替え

#### 担当俳優
スタンリー・トゥッチ
- キスへのプレリュード（テイラー）※機内上映版
- 普通じゃない（エリオット）※DVD・ビデオ版
- プラダを着た悪魔（ナイジェル）※ソフト版
- ベートーベン（バーノン）※ソフト版

#### 映画
- 愛という名の疑惑
- 愛と青春の鼓動（ギャント〈ウォーレス・ランガム〉、インターン、チェン医師、リック、救急隊員）
- 愛のトリートメント（ピエール〈ヴァンサン・ペレーズ〉）※VHS版
- アイヒマンを追え! ナチスがもっとも畏れた男（アドルフ・アイヒマン〈マイケル・シェンク〉）
- 愛を殺さないで
- 憧れのウェディング・ベル
- あなたに恋のリフレイン（トニー）
- あの子を探して（チャン村長）
- アバター
- アメリカン・ガン
- アラクノフォビア（クリス・コリンズ〈ブライアン・マクナマラ〉）※ソフト版
- アリス・イン・ワンダーランド（トウィードルダム、トウィードルディー〈マット・ルーカス〉）※劇場公開版
  - アリス・イン・ワンダーランド/時間の旅
- アリス・イン・ワンダーランド/不思議の国のアリス（帽子屋さん〈マーティン・ショート〉）
- アルゴ（レザ・ボルハニ〈オミッド・アブタヒ〉）
- アルティメット2 マッスル・ネバー・ダイ（共和国大統領〈フィリップ・トレトン〉）
- アンストッパブル
- E.T. ※DVD版
- EVE -イヴ- ※VHS版
- 生きてこそ
- いとこのビニー
- いまを生きる ※ソフト版
- インディ・ジョーンズ/クリスタル・スカルの王国（ロシア・エージェンシー）
- 陰謀のセオリー ※テレビ朝日版
- ヴァイラス ※日本テレビ版
- ウィッカーマン
- ウェインズ・ワールド2（エンジニア〈ポール・ラチコフスキー）〉）
- ウォール街 ※テレビ朝日版
- ウォー・ストーリーズ（エド〈エド・ベグリー・ジュニア〉）
- 歌え!ロレッタ愛のために
- ウルフ ※ソフト版
- 運命の逆転 ※VHS版
- エイリアン3（レインズ〈クリストファー・ジョン・フィールズ〉）※VHS・DVD版
- エイリアン4（ラリー・パーヴィス〈リーランド・オーサー〉）※VHS・DVD版
- エド・ゲイン（ライル）
- エンジェルス
  - エンジェルス2
- オーバーキル（ホセ〈ダミアン・アルカザール〉）
- 狼 男たちの挽歌・最終章 ※旧DVD版
- 狼たちの絆 ※VHS版
- 大きなお友達 ミーシー
- オスカー（オーヴァートン〈ウィリアム・アザートン〉）
- 男たちの挽歌 II ※DVD版
- おとなの恋には嘘がある（ウィル〈ベン・ファルコーン〉）
- オペラ座の怪人（イグナース〈イストヴァン・バビック〉）
- 俺たちホームズ&ワトソン（レストレード警部〈ロブ・ブライドン〉）
- 女と女と井戸の中
- ガンシャイ（エリオット〈リチャード・シフ〉）
- がんばれ!ベンチウォーマーズ（リッチー〈デヴィッド・スペード〉）
- ガン・ホー ※フジテレビ版
- キャッチ・ミー・イフ・ユー・キャン（エヴァンス校長）
- キング・コング
- グース
- クライム・ゲーム（マット・ワーツ〈デヴィッド・ハーバー〉[37]）
- グリンチ（ホリーハン巡査〈ジム・メスキメン〉）※劇場公開版
- クルエラ[38]
- クロウ/飛翔伝説 ※テレビ朝日版
- 刑事ジョー ママにお手上げ ※フジテレビ版
- 刑事ジョン・ルーサー: フォールン・サン（リクルーター）
- ゲッタウェイ（フランク・ハンセン〈フィリップ・シーモア・ホフマン〉）※テレビ朝日版
- ゲット スマート（CIAエージェント1〈ラリー・ミラー〉）※テレビ朝日版
- GO!GO!ガジェット
- ゴーストバスターズ（図書館長〈ジョン・ロスマン〉）※ソフト版
  - ゴーストバスターズ/フローズン・サマー[39]
- 告発の行方 ※テレビ朝日版
- 50回目のファースト・キス（老人）
- コマンドーR（フィリポブ〈セルゲイ・ソスノヴォスキー〉）
- コヨーテ・アグリー
- コラテラル・ダメージ ※フジテレビ版
- コンタクト（ジェレミー・ロス〈ダン・ギフォード〉）※テレビ東京版
- 13デイズ（マクジョージ・バンディ〈フランク・ウッド〉）※DVD版
- ザ・クライアント 依頼人（クリント・フォン・フーザー〈アンソニー・エドワーズ〉）※ソフト版
- THE GREY 凍える太陽（タルゲット〈ダーモット・マローニー〉）
- ザ・ゲスト（スペンサー・ピーターソン〈リーランド・オーサー〉）
- サドン・デス ※テレビ朝日版
- ザ・ロック（ラリー・ヘンダーソン）※テレビ朝日版
- サンダーアーム/龍兄虎弟 ※テレビ朝日版
- 3人のゴースト ※フジテレビ版
- 幸せがおカネで買えるワケ
- ジェニファー・ロペス 戦慄の誘惑（エドワード・ウォーレン〈ヒル・ハーパー〉、ジョニー・チョウ刑事〈フランソワ・チャウ〉）※VOD版
- 史上最悪のボートレース ウハウハザブーン（アーウィン）※テレビ東京版
- ジャスティス（ルッツ）
- 知らなすぎた男（ボリス・ブラバスキー〈アルフレッド・モリーナ〉）
- 死霊館 エンフィールド事件（モーリス・グロス〈サイモン・マクバーニー〉）
- 新・三バカ大将 ザ・ムービー（ラリー〈ショーン・ヘイズ〉）
- シンプル・プラン（レンキンス〈ボブ・デイヴィス〉）
- 新・ぼくはむく犬（ハウィー・クレミングス〈ジョン・フィードラー〉）
- スーパーマリオ 魔界帝国の女神（サイモン巡査部長〈ドン・レイク〉）※日本テレビ版
- スウィーニー・トッド（トム〈デヴィッド・ウィルモット〉）
- スタートレックシリーズ
  - スター・トレック ※テレビ朝日版追録部分
  - スタートレック 叛乱
  - スタートレック:ディープ・スペース・ナイン（ケイモン、ボラム〈マイケル・ベル〉、ジャロ大臣）
- スターリングラード ※ソフト版
- スティーヴ・オースティン S.W.A.T.（ケニー）
- スペース・プレイヤーズ（マービン・ザ・マーシャン[40]）
- スペースバンパイア ※テレビ朝日2005年版
- スマーフ（発明家スマーフ）
- スマーフ2 アイドル救出大作戦!（発明家スマーフ）
- スリーピー・ホロウ（スティーンウィック医師〈ジェフリー・ジョーンズ〉）※ソフト版
- ゼア・ウィル・ビー・ブラッド（レイノルズ）
- セイ・エニシング（デニー〈パトリック・オニール〉）※機内上映版
- 聖なる嘘つき（ローマン）
- 西部悪人伝（フランキー、ブラウン神父）※TBS版追録部分
- 戦火の勇気（レイディー、バナセック〈ジェリコ・イヴァネク〉）※DVD・ビデオ版
- 続・少林寺三十六房 ※テレビ東京版
- 続・夕陽のガンマン/地獄の決斗（ペドロ〈クラウディオ・スカラチリ〉）※テレビ朝日版追録部分
- ゾンビ・ソルジャー（プライア）
- ターミナル（クリフ〈ダン・フィナティ〉）※ソフト版
- 大空港
- ダイ・ハード2（マーヴィン〈トム・バウアー〉）※テレビ朝日版追加録音部分
- タオの伝説
- 007/ドクター・ノオ ※ソフト版
- 007/サンダーボール作戦（内務大臣）※ソフト版
- 007/消されたライセンス（アメリカ人）※JAL機内上映版
- ダブル・ジョパディー ※ソフト版
- ダブルチーム（ブラザー・レゲロ）※DVD・ビデオ版
- 小さな贈りもの（ウォルター〈ジェレミー・ピヴェン〉）
- 地球が静止する日
- 地底探検 アース・エクスプローラーズ
- チャーリーとチョコレート工場 ※ソフト版
- チャイニーズ・ウォリアーズ ※ビデオ版
- チャウ・シンチーの008皇帝ミッション
- Tick, tick... BOOM! : チック、チック…ブーン!
- 超隕石〜ファンタスティック・フォース〜（コビントン博士）
- 沈黙の陰謀
- 沈黙の復讐（コステル〈ダーレン・シャラヴィ〉）
- 沈黙の要塞（ジョセフ・イートク、傭兵）※テレビ朝日版
- 追跡迷路/美しき逃亡者
- ディープ・ショック
- ディアブロ/悪魔生誕
- ツイン・ドラゴン ※テレビ朝日版
- D.N.A.III ※VHS版
- D.O.A. 死へのカウントダウン ※VHS版
- D3 マイティ・ダックス 飛べないアヒル3
- デリンジャー ※テレビ東京版
- 天使のくれた時間（トミー〈ジョエル・マッキノン・ミラー〉、家の中にいる男〈ロバート・ダウニー・シニア〉）
- 天使のゆびさき
- デンジャーサイン/あなたが聞こえない
- ドアーズ
- 盗聴
- トルネード・エクスプレス（ポール〈フランク・ローツ〉）
- トレインスポッティング（スパッド〈ユエン・ブレムナー〉）
  - T2 トレインスポッティング
- ナイトウォッチ
- ナッシング・トゥ・ルーズ
- ニキータ（看守2、長髪の男、護衛2）※ソフト版
- 女人、四十。
- ネブラスカ ふたつの心をつなぐ旅（ロス・グラント〈ボブ・オデンカーク〉）
- ノイズ
- ノーマンズ・ランド ※テレビ東京版
- 野良犬たちの掟（シャロイア）
- ハード・アライブ
- ハード・ウェイ ※VHS・DVD版
- ハード・コレクター（フロイド〈カール・アラッキ〉）
- バーバリアン（フランク〈リチャード・ブレイク〉）
- パーフェクト・ワールド ※ソフト版
- π
- バック・トゥ・ザ・フューチャー（3-D〈ケイシー・シーマツコ〉）※ソフト版
- バックファイヤー!
- バットマン ビギンズ（ジョー・チル〈リチャード・ブレイク〉）※劇場公開版
- パトリオット・ミッション（シャオ・ユンポン）
- バトル・オブ・ザ・セクシーズ
- バトルランナー（サブゼロ〈プロフェッサー・トオル・タナカ〉、トニー〈カート・フラー〉）※DVD版
- パーフェクト・ワールド ※ソフト版
- ハロウィン・インベーダー/火星人襲来!?（ジップロック博士〈デビー・リー・キャリントン〉）
- ハワード・ザ・ダック/暗黒魔王の陰謀（ウェルカー警部補〈ポール・ギルフォイル〉、ジンジャー・モス〈トミー・スワードロー〉）※VOD版
- 美女&野獣
- ビッグムービー（ルイス）
- ビバリーヒルズ・チワワ2
- ファイティング・キッズ（ロマーノ〈ジョン・セダ〉）
- ファンタスティック・フォー（調査官[41]）
- プーと大人になった僕（ピグレット[42]）
- ブラザーズ・グリム
- ブラボー火星人2000
- ブレイン・デッド/脳外科医R
- ブローン・アウェイ/復讐の序曲
- プロヴァンスの贈りもの（チャーリー・ウィリス〈トム・ホランダー〉）※ソフト版
- プロブレムでぶ/何でそうなるの?!（ロビー〈グラント・ヘスロヴ〉）
- ブロンドXX
- ベイビー・トーク ※ソフト版
- ペストはカメレオン
- ペット・セメタリー
- ベティ・サイズモア
- ベルベット・ゴールドマイン（セシル〈マイケル・フィースト〉）
- ホーム・アローン（マーヴ〈ダニエル・スターン〉[43]）※機内上映版
- ホーム・アローン2（マーヴ〈ダニエル・スターン〉[43]）※機内上映版
- ホーム・アローン3（オウム[43]）※機内上映版、（技術者[44]）※日本テレビ版
- ボクとマウミの物語
- ホスピタル・アラート
- ホットシティ
- ホネツギマン（バーンズ〈ジョン・スラッテリー〉）
- 炎の大捜査線
- ボブ★ロバーツ/陰謀が生んだ英雄（フランクリン・ドゲット〈ハリー・J・レニックス〉）
- ポルターガイスト3 / 少女の霊に捧ぐ… ※TBS版
- ポロック 2人だけのアトリエ
- マーシャル・ロー
- マーベル・シネマティック・ユニバース
  - アイアンマン（ジム・クレイマー、基地職員） ※テレビ朝日版
  - キャプテン・アメリカ/ウィンター・ソルジャー（シン理事〈バーナード・ホワイト〉）
  - アントマン（デイル〈グレッグ・ターキントン〉）
  - アントマン&ワスプ:クアントマニア（デイル〈グレッグ・ターキントン〉[45]）
- マイケル・コリンズ
- マイ・ブルー・ヘブン
- マイ・フレンド・メモリー
- マウス・ハント ※劇場公開版
- マスコット
- マッドマックス2（トーディー〈マックス・フィップス〉）※スーパーチャージャー版
- マトリックス（チョイ）※ソフト版
- マペットシリーズ（ミス・ピギー、ビーカー）
  - マペットの夢みるハリウッド（ズート）※Disney+版
  - マペットめざせブロードウェイ! ※ソニー・ピクチャーズ版
  - ゴンゾ宇宙に帰る
  - マペットのメリー・クリスマス（レイチェル・ビターマンの受付係〈コリン・フー〉）
  - マペットのオズの魔法使い（ズート）
  - ザ・マペッツ（ズート、リンク）
  - マペットのホーンテッドマンション（チップ、ズート）
- Mank/マンク（ルイス・B・メイヤー〈アーリス・ハワード〉）
- ミステリー、アラスカ
- ミス・ペレグリンと奇妙なこどもたち（フランク〈クリス・オダウド〉）
- ミッキー17（プレストン〈ダニエル・ヘンシャル〉[46]）
- ミッション:インポッシブルシリーズ（NSA〈マーク・ゲイティス〉）
  - ミッション:インポッシブル/デッドレコニング PART ONE[47]
  - ミッション:インポッシブル/ファイナル・レコニング[48]
- ムースポート ※ソフト版
- 胸騒ぎのシチリア（ハリー〈レイフ・ファインズ〉）
- 名誉と栄光のためでなく ※ソフト版
- メン・イン・ブラック（レジック）※日本テレビ版
- メンフィス・ベル ※VHS版
- モーターサイクル・ダイアリーズ
- モー・マネー
- 元大統領危機一発/プレジデント・クライシス
- モンテ・クリスト伯
- 山猫は眠らない（パーキンズ）※テレビ東京版
- やさしい嘘
- 野獣教師 ※VHS版
- 野獣の瞳
- 痩せゆく男
- 誘拐騒動/ニャンタッチャブル ※VHS版
- 友情の翼
- ゆかいなブレディ一家/我が家がイチバン（ワタナベ〈キーオン・ヤング〉）
- 夕陽のガンマン（トゥーカムケアリの保安官）※NETテレビ版完声版追録部分
- ユニバーサル・ソルジャーII（ビックス）
- ユニバーサル・ソルジャー/ザ・リターン（ニューハーフ）
- 妖精ファイター
- 善き人のためのソナタ（アルベルト・イェルスカ〈フォルクマー・クライネルト〉）
- ライトニング
- ライラにお手あげ（マック〈ロブ・コードリー〉）
- ラスティ!
- ラストドン
- ラストマン・スタンディング（バーク）※テレビ朝日版
- ラストUボート ※NHK総合版
- ラスト・ブラッド/修羅を追え ※VHS版
- ラスト・マップ/真実を探して
- ランボー ※日本テレビ新版
- ルーカスの初恋メモリー
- レッド・オクトーバーを追え!（アンドレイ・ボノヴィア）※テレビ朝日版
- レッド・ガントレット（バルカス〈エフゲニー・シディキン〉）
- レッド・スコルピオン ※日本テレビ版
- レッド・バイオリン
- レッドラム 狂気の挑戦状（ジェイソン・エノーラ〈クリス・ペン〉）
- レニングラード大攻防 1941（ニコノフ〈ユーリ・ベリャーエフ〉）
- レプリカント（エージェント1〈ファルビオ・シシレ〉）※ソフト版
- 恋愛兵法（ユシュアンの父）
- ローデッド・ウェポン1（デイビス、インド人1、警官6、カメラマン、レフリー、テッド、ドイツ兵1）※標準語版
- ローマの休日（アーヴィング・ラドビッチ〈エディ・アルバート〉）※PDDVD版
- ロスト・ソウルズ
- ロストトレジャー2 失われたミイラ伝説
- ロッタちゃん はじめてのおつかい（歯科医、運転手、男）※ソフト版
- ロボコップ（ボビー）※テレビ朝日版
- ワイルド・ブリット

#### ドラマ
- 愛の記憶はさえずりとともに
- アリー my Love
- THE EVENT/イベント（ブレイク・スターリング〈ジェリコ・イヴァネク〉）
- インディ・ジョーンズ/若き日の大冒険
- WITHOUT A TRACE/FBI 失踪者を追え!3（トム）
- FBI: 特別捜査班
- エレメンタリー ホームズ&ワトソン in NY
- NCIS 〜ネイビー犯罪捜査班（スタン・バーリー〈ジョエル・グレッチ〉）
- OZ/オズ（ティム・マクマナス〈テリー・キニー〉）
- カシミアマフィア
- キャッスル 〜ミステリー作家は事件がお好き（ケンドール）
- 救命医ハンク3 セレブ診療ファイル（アンディ）
- 恐竜家族
- グッドラック・チャーリー（ミス・ピギー）
- クライム・ストーリー #23（ミーカー〈マイケル・ウィンコット〉）
- ザ・タイタニック/運命の航海 ※NHK総合版
- CSI:マイアミ10 ザ・ファイナル（ヘンリー・ダンカン）
- 宿敵 因縁のハットフィールド&マッコイ
- 主任警部アラン・バンクス2（キース・ロスウェル）
- シンデレラマン
- スイート・ライフ（アーウィン・ホークハウザー〈ブライアン・ステパニック〉）
- スタジオDC:オールスター・ライブ（ミス・ピギー、ビーカー）
- 推奴 〜チュノ〜
- DEUCE3/ポルノストリート in NY（マシュー〈デヴィッド・モース〉[49]）
- ハリーズ・ロー 裏通り法律事務所
- 弁護士ビリー・マクブライド（ビリー・マクブライド〈ビリー・ボブ・ソーントン〉）
- フィニアスとファーブのトークしまショー（ミス・ピギー）
- パワーレンジャー（サムライマン）
- マーダーズ・イン・ビルディング[50] シーズン3（クレプス刑事〈マイケル・ラパポート〉）
- HUNTED/ハンテッド（ルパート・キール〈スティーヴン・ディレイン〉）
- 弁護士イーライのふしぎな日常（アッカーマン校長）
- 名探偵ポワロ マギンティ夫人は死んだ（ガイ・カーペンター）
- ロイヤルファミリー

#### アニメ
- アイドル忍者タートルズ（ジョン）
- 悪魔城ドラキュラ -キャッスルヴァニア-（主教）
- アニマニアックス（Dr. オットー・スクラッチャンスニフ〈代役〉）
- アンジェラ・アナコンダ（ナネットの父親 他）
- WALL・E/ウォーリー
- X-MEN（モーフ、メーコン）
- カーズ2（オーティス）
- カールじいさんの空飛ぶ家（スティーブ）
- きかせて!ピンキー ゆかいなお話（ギニー）
- キャスパー（ストレッチ）※ビデオ版
- くまのプーさん（ピグレット〈2代目〉）
  - くまのプーさん 完全保存版II ピグレット・ムービー
  - くまのプーさん/ルーの楽しい春の日
  - くまのプーさん ザ・ムービー/はじめまして、ランピー!
  - くまのプーさん/ランピーとぶるぶるオバケ
  - くまのプーさん (2011)
  - ザ・ブック・オブ・プー
  - プーさんといっしょ
- サウスパーク（ケニー・マコーミック、トゥイーク・トゥイーク、ピップ・ピリップ、ジェラルド、ジンボ 他）
- ザ・シンプソンズ（チャールズ・モンゴメリ・バーンズ社長〈2代目〉）※シーズン15以降
  - ザ・シンプソンズ MOVIE（チャールズ・モンゴメリ・バーンズ社長、フランク・エドウィン・ライトIII）※オリジナル版
- シャーク・テイル
- ジャスティス・リーグ（ドクター・デスティニー / ジョン・ディー）
- シュレック（スリー・ブラインド・マイス）
- シルベスター&トゥイーティー ミステリー
- スター・ウォーズシリーズ（ターキン総督）
  - スター・ウォーズ/クローン・ウォーズ（エル＝レス）
  - LEGO スター・ウォーズ エンパイア・ストライクス・アウト
  - スター・ウォーズ 反乱者たち
  - スター・ウォーズ: バッド・バッチ
- スピリット
- タイニー・トゥーンズ（ゴーゴー・ドードー）
  - タイニー・トゥーンズのハチャメチャ学園（マービン・ザ・マーシャン[51]）
- ダックテイルズ（スクルージ・マクダック）
- タンタンの冒険/ユニコーン号の秘密（アリスティデス・シルク）
- ちいさなプリンセス ソフィア（セドリック）
- ティンカー・ベル（春の大臣）
- トムとジェリー 火星へ行く（グルックマン博士）
- トムとジェリー オズの魔法使（ブリキ男 / ヒッコリー）
- トムとジェリー すくえ!魔法の国オズ（ブリキ男 / ヒッコリー）
- ノートルダムの鐘II
- バイオハザード: インフィニット ダークネス（ライアン大統領補佐官[52]）
- ハウス・オブ・マウス（プルートの天使、ピグレット〈2代目〉、ペイン）
- バットマン（スカーフェイス、アーノルド・ウェスカー）
- バットマン:ブレイブ&ボールド（ガーディアン、カイトマン）
- びっくりスケアリー（ネスター）
- プレーンズ2/ファイアー&レスキュー（キャド・スピナー園長）
- ヘラクレス（ペイン、オイディプス 他）
- ポップアップ ミッキー/すてきなクリスマス
- ポカホンタスII/イングランドへの旅立ち（舞踏会の客）
- ホームムービーズ（エリック・ロビン、アーノルド・リンデンソン 他）
- ミッキーのクリスマスキャロル（オットー）※DC版
- ミッキーマウス!（スクルージ・マクダック〈2代目〉）
- ムーラン2（ジーキー王子）
- ラマだった王様 学校へ行こう!（パパ・サントス）
- リセス 〜ぼくらの夏休みを守れ!〜
- リトルロボット（ストレッチィ）
- リブート（ハック）※フジテレビ版
- ルーニー・テューンズ・ショー（マービン・ザ・マーシャン〈2代目〉）
  - ルーニー・テューンズ・カートゥーンズ（マービン・ザ・マーシャン[53]）
- わんわん物語II（野良犬収容所員）

#### テレビ番組
- The Grand Tour（ジェレミー・クラークソン）
- ジェレミー・クラークソン 農家になる（ジェレミー・クラークソン）

#### 人形劇
- ザ・マペッツ・メイヘム（ズート）
- セサミストリート（グローバー）※VHS版
- マペット大集合!（ミス・ピギー、ビーカー、ズート）
- マペット・タイム（ミス・ピギー、ビーカー）
- マペット放送局（ミス・ピギー、ビーカー 他）

### デジタルコミック
- VOMIC
  - 月華美刃（梅之内フユヒト）
  - スティール・ボール・ラン（スティーブン・スティール[54]）
- くろりんごときいろいそら（2022年、校長[55]）
- めしかたらん!?（2022年、夏月の祖父[56]）
- ノーマルガール（2023年、父[57]）
- スライム聖女（2024年、老執事[58]）

### オーディオブック
- 天地明察（2015年、伊藤重孝）

### 特撮
- スーパー戦隊シリーズ
  - 魔法戦隊マジレンジャー（2005年、冥府神五武神ティターンの声）
  - 天装戦隊ゴセイジャー（2010年、グバイデレ星人・UFOのザルワックの声）
  - 宇宙戦隊キュウレンジャー（2017年、ギャブラーの声）

### テレビドラマ
- 真夜中の百貨店〜シークレットルームへようこそ〜 シーズン1#6（2016年、男性客）

### テレビ番組
- 水曜エンタ 「目撃!奇跡の特殊能力」FBI・ダイアナ妃…奇跡の4人初密着（声の出演）

### パチンコ・パチスロ機
- CR武神烈伝（豊臣秀吉）
- CR天下烈伝（豊臣秀吉）

### 舞台
- 兄帰る
- 歌姫
- 栗原課長の秘密基地
- 小林秀雄先生来る
- 審査員
- 新版・相続法概説
- ぬけがら
- 罠
- ぼくの好きな先生[59]

### その他コンテンツ
- イッツ・ア・スウィーツフルタイム!（ピグレット）
- ザ・ヴィランズ・ハロウィーン“Into the Frenzy”（ジャファー）
- ザ・ヴィランズ・ワールド（ペイン）

### シリーズ一覧
1. ↑  第1期（2001年）、第2期『New Challenger』（2009年）
2. ↑  第1期（2007年 - 2008年）、第2期『しゅごキャラ!! どきっ』（2008年）、第3期『しゅごキャラ! パーティー！』（2009年）
3. ↑  『はっけん たいけん だいすき! しまじろう』（2008年-2010年）、『しまじろう ヘソカ』（2010年-2012年）、『しまじろうのわお!』（2012年-2025年）
4. ↑  第1作『STEINS;GATE』（2011年）、第2作『シュタインズ・ゲート ゼロ』（2018年）
5. ↑  第1期（2012年）、第2期『2』（2013年）、第3期『3』（2019年 - 2020年）
6. ↑  第1期（2012年）、第2期『NEW』（2013年）、第3期『BorN』（2015年）
7. ↑  第1期（2013年）、第2期『〜Refrain〜』（2013年）
8. ↑  第1部（2016年 - 2017年）、第2部（2017年 - 2018年）
9. ↑  第2期『弐ノ皿』（2016年）、第3期前半『餐ノ皿』（2017年）、第3期後半『餐ノ皿 遠月列車篇』（2018年）、第5期『豪ノ皿』（2020年）
10. ↑  第1クール（2019年）、第2クール（2019年）
11. ↑  1st season（2023年）、2nd season（2023年）

### 初出話一覧
1. ↑  第37話初出
2. 1 2  第8話初出
3. ↑  第1話初出
4. ↑  第22話初出
5. ↑  第2話初出
6. ↑  第7話初出